# Kirche Niederwiesa

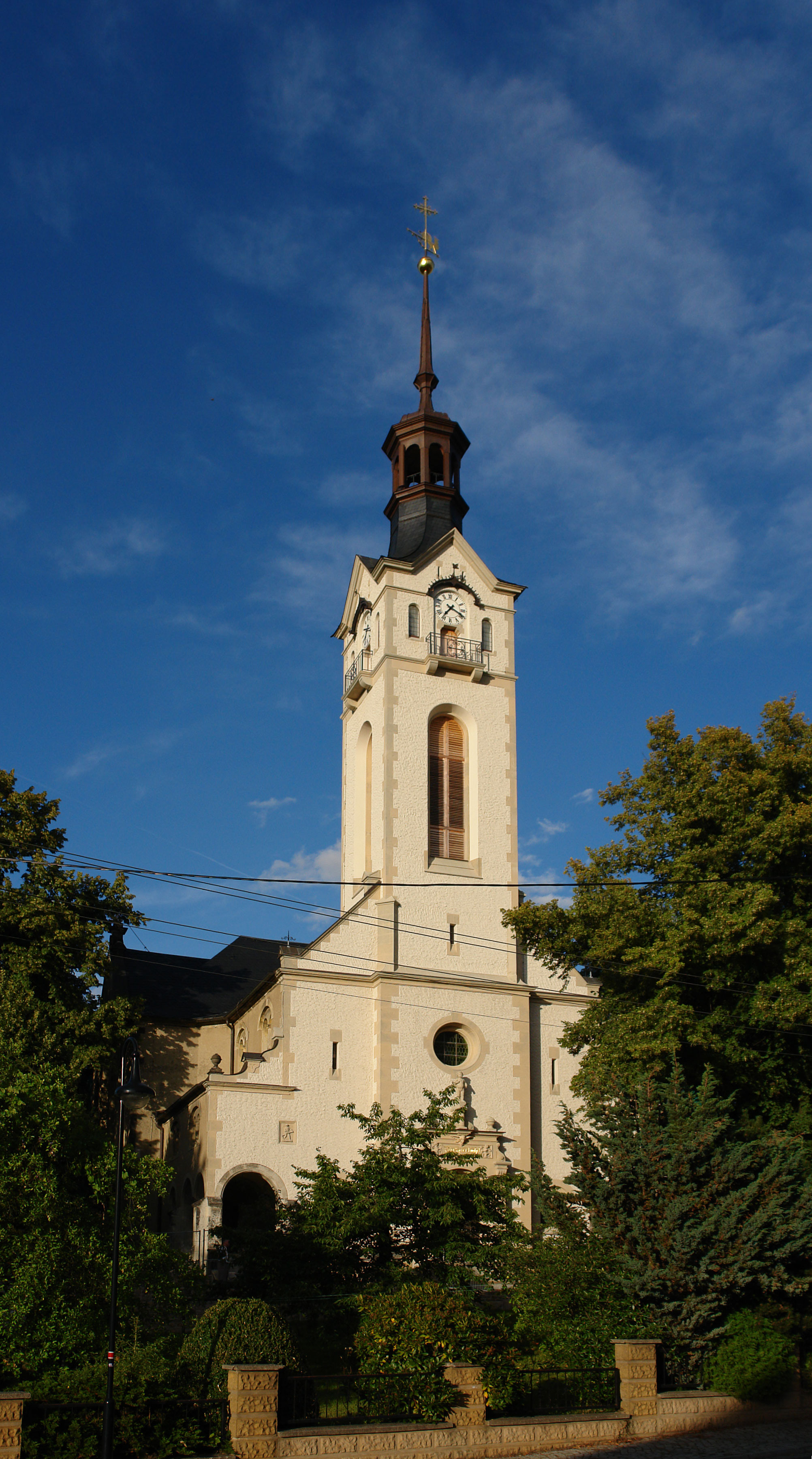
Kirche Niederwiesa

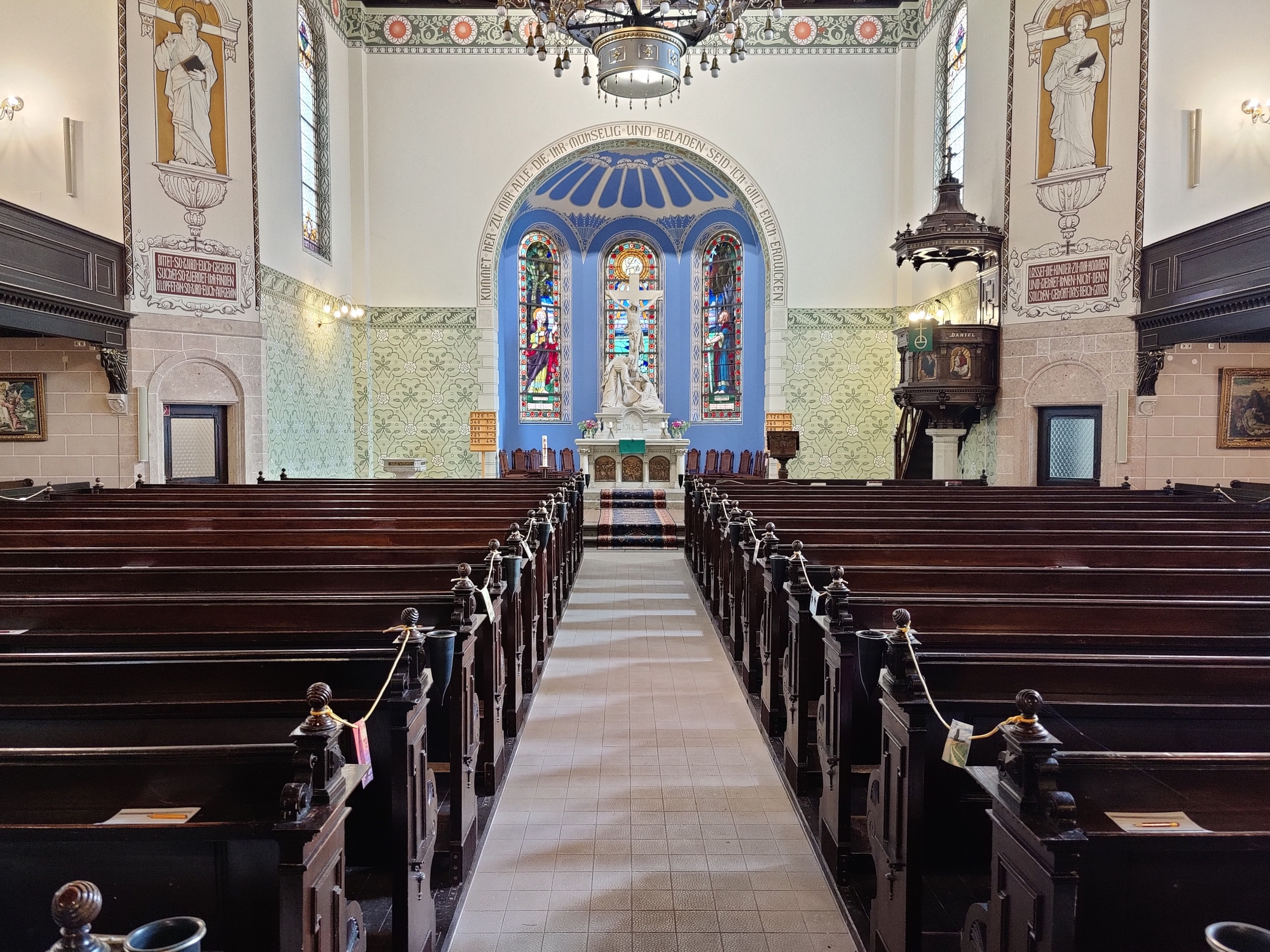
Innenansicht

Die evangelische Kirche Niederwiesa ist eine historistische Saalkirche in Niederwiesa im Landkreis Mittelsachsen in Sachsen. Sie gehört zur Kirchengemeinde Flöha-Niederwiesa im Kirchenbezirk Marienberg der Evangelisch-Lutherischen Landeskirche Sachsens.

## Geschichte und Architektur
Die Kirche Niederwiesa ist ein nach Abbruch des Vorgängerbauwerks erbautes, romantisierendes einschiffiges Bauwerk über kreuzförmigem Grundriss in den Formen des Historismus, das in den Jahren 1897/98 nach Plänen von Richard Friedrich Reuter errichtet und 1989–1995 restauriert wurde.
Das Bauwerk ist ein verputzter Bruchsteinbau mit Sandsteingliederungen und Eckrustika; der eingezogene Chor ist mit Dreiachtelschluss und Strebepfeilern versehen. Der eingestellte Westturm über quadratischem Grundriss trägt eine oktogonale Laterne mit spitzem Helm. An der Nord- und Südwestecke sind offene kreuzgratgewölbte Portalvorhallen angefügt. Das stattliche Hauptportal am Turm ist in Neorenaissanceformen gestaltet, mit Putten auf dem Gesims; die Tür ist mit sehr reichen schmiedeeisernen Zierbeschlägen gestaltet. Seitlich sind kleine Reliefs der Wappenfiguren (des Schnitters von Oberwiesa und der Justitia von Niederwiesa) angeordnet.
Der sehr weite Innenraum zeigte ehemals eine in dunklen Farben gehaltene Ausmalung von Otto Gussmann aus Dresden, die um 1950 weiß übertüncht wurde. Die Holzkassettendecke ist mit einem mittleren Strahlenkranz und Rankenmotiven bemalt, mit den zugehörigen Symbolen der Evangelisten in den Ecken. Eingeschossige Emporen sind an drei Seiten eingebaut, über den Türen überlebensgroße Stuckreliefs der Evangelisten.

## Ausstattung

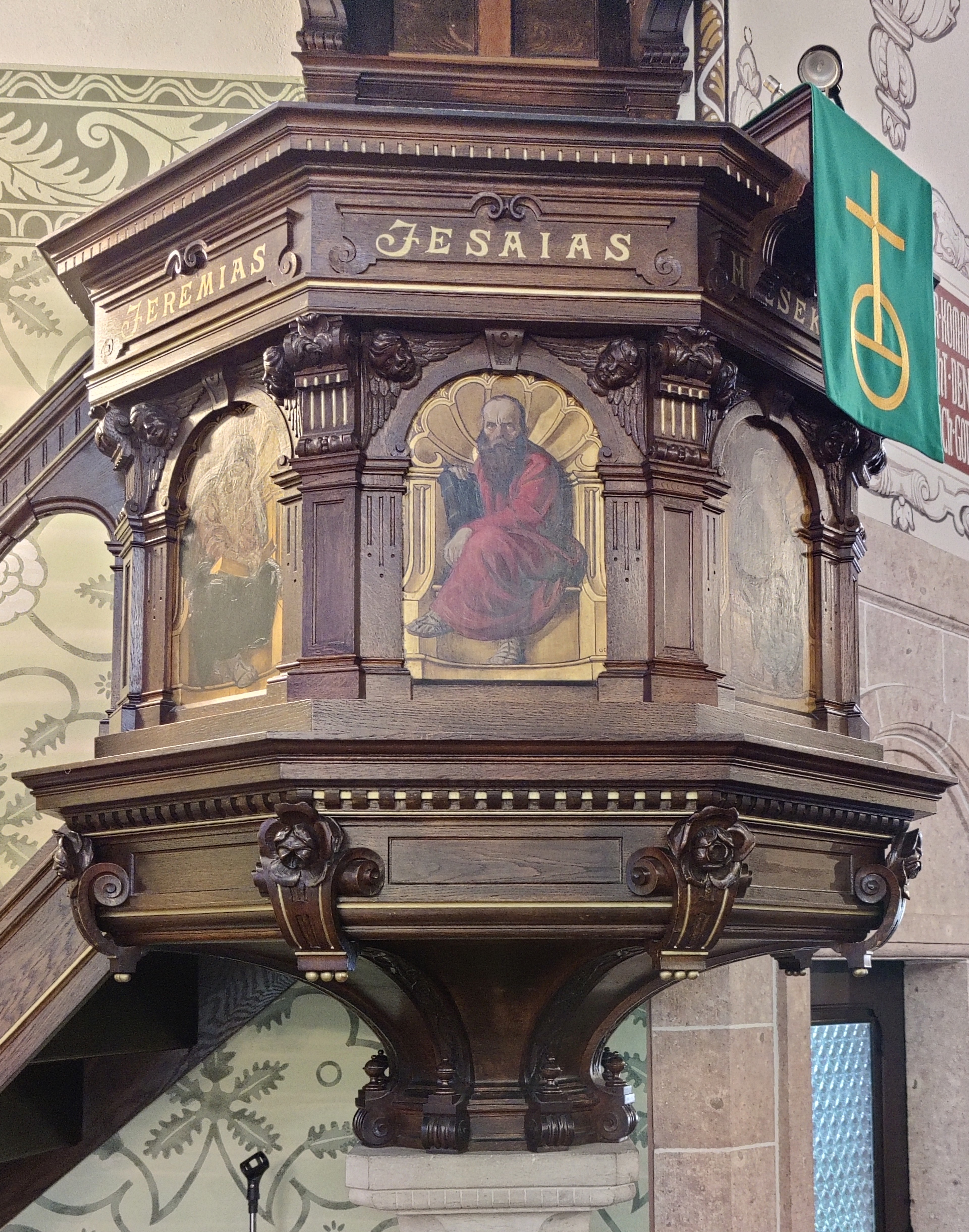
Kanzel

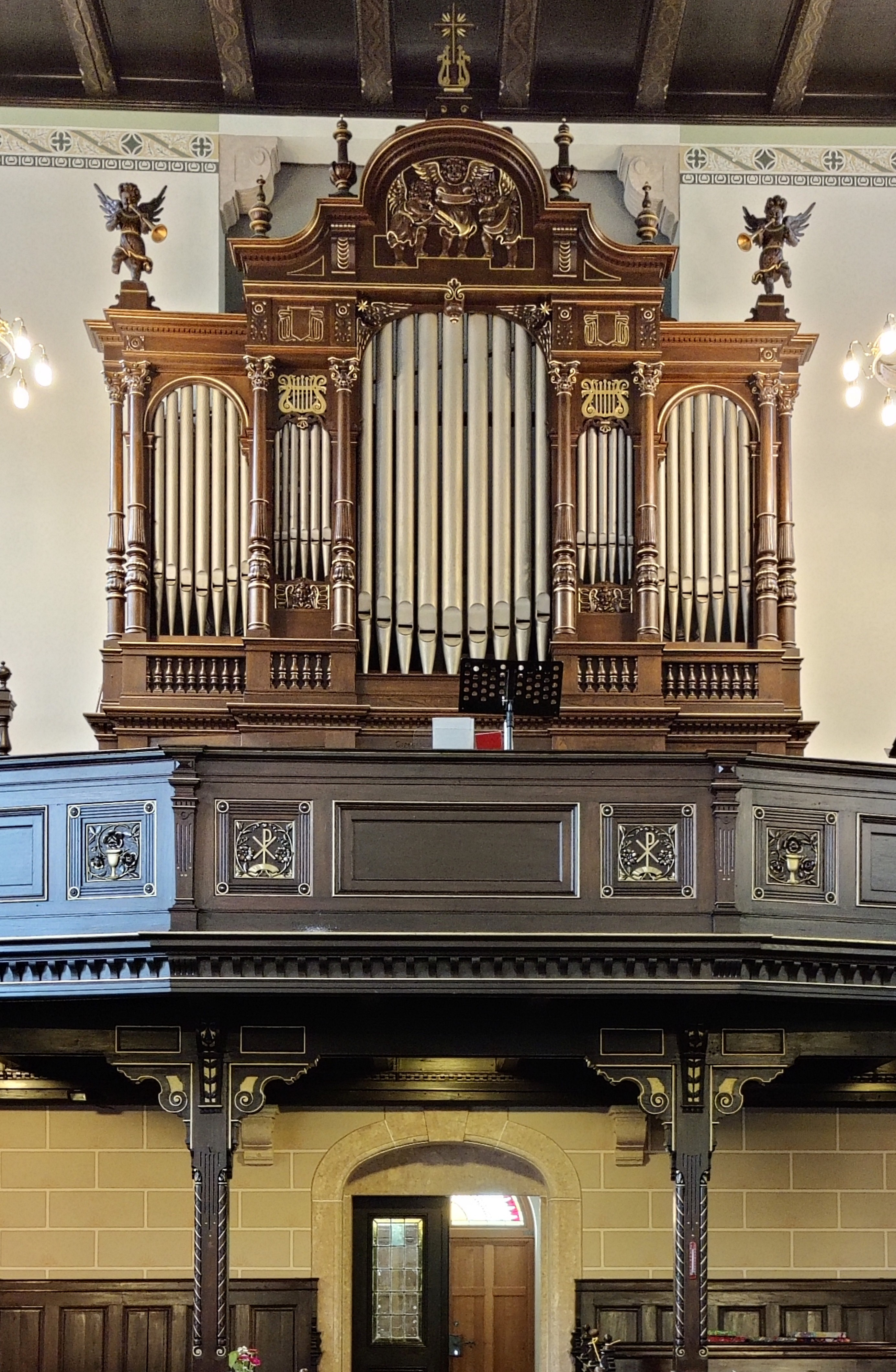
Orgel

Die Ausstattung aus der Entstehungszeit ist in dunklem Holz ausgeführt, die Taufe aus Sandstein. Auf dem Altar ist eine große Kreuzigungsgruppe aus französischem Kalkstein zu sehen; am Sandsteinunterbau sind Bronzereliefs von Bruno Fischer aus Dresden angebracht. Der reich geschnitzte oktogonale Kanzelkorb zeigt Pilaster zwischen rundbogigen Feldern, die mit gemalten Propheten von Otto Gussmann gestaltet sind.
Die Orgel ist ein mehrfach überarbeitetes Werk von Richard Kreutzbach aus dem Jahr 1898 mit 28 Registern auf drei Manualen und Pedal; der Prospekt ist mit Engeln und Vasen gestaltet.
Die originalen Farbglasfenster von starker Farbigkeit zeigen im Chor eine Darstellung des Lamm Gottes mit dem Paradiesfluss zwischen Petrus und Paulus, die von Georg Müller-Breslau geschaffen wurde.

## Pfarrhaus
Das Pfarrhaus von 1640 bildet ein malerisches Ensemble mit dem von alten Linden bestandenen Kirchhof. Es ist ein stattlicher verputzter Rechteckbau mit einem massiven Erdgeschoss und dem Obergeschoss aus Fachwerk mit Satteldach.